# Byblisoides profundi
Byblisoides profundi is een vlokreeftensoort uit de familie van de Ampeliscidae. De wetenschappelijke naam van de soort is voor het eerst geldig gepubliceerd in 1971 door Mills.